# Gyula Kiss (Fußballspieler, 1916)
Gyula Kiss (* 4. Mai 1916 in Budapest; † 12. Dezember 1959 ebenda) war ein ungarischer Fußballspieler.

## Karriere

### Verein
Kiss spielte von 1934 bis 1948 ausschließlich für Ferencváros Budapest, mit dem er dreimal die Meisterschaft und viermal den nationalen Vereinspokal gewann. Mit seinem Verein nahm er zudem am ersten internationalen Wettbewerb für Vereinsmannschaften teil. Das in Hin- und Rückspiel ausgetragene Finale um den Mitropapokal gewann er 1937 mit seiner Mannschaft mit 4:2 und 5:4 gegen Lazio Rom. Im Rückspiel in Rom gelang ihm in der 71. Minute der Treffer zum 4:4. Ein Jahr später gehörte er in beiden Endspielen der Mannschaft an, die im Hinspiel 2:2 (Treffer zum Endstand durch ihn in der 63. Minute) und im Rückspiel im heimischen Stadion mit 0:2 gegen Slavia Prag spielte. 1939 drang seine Mannschaft erneut ins Finale vor, wobei er nur das mit 1:4 verlorene Hinspiel gegen den Lokalrivalen Újpest Budapest bestritt.

### Nationalmannschaft
Kiss absolvierte drei Länderspiele für die Nationalmannschaft Ungarns. Sein Debüt gab er am 22. September 1935 in Budapest beim 1:0-Sieg im Testspiel gegen die Nationalmannschaft der Tschechoslowakei. Er nahm am olympischen Fußballturnier 1936 in Berlin teil und wurde am 5. August bei der 0:3-Niederlage im Achtelfinale gegen die Nationalmannschaft Polens eingesetzt. Sein letztes Spiel im Nationaltrikot bestritt er am 14. November 1937 in Budapest beim 2:0-Sieg im Testspiel gegen die Schweizer Nationalmannschaft.

## Erfolge
- Mitropapokal-Sieger 1937, -Finalist 1938, 1939
- Ungarischer Meister 1938, 1940, 1941
- Ungarischer Pokalsieger 1935, 1942, 1943, 1944